# Vanonus piceus
Vanonus piceus är en skalbaggsart som först beskrevs av Leconte 1855.  Vanonus piceus ingår i släktet Vanonus och familjen ögonbaggar. Inga underarter finns listade i Catalogue of Life.